# Eduardo Gatti
Eduardo Gatti Benoit (Santiago, 26 de septiembre de 1949) es un músico cantautor chileno conocido tanto por su participación en el grupo Los Blops, como por su carrera como solista vocal y ejecución en la guitarra. Entre sus mayores éxitos se cuentan temas como «Los momentos», «Navegante» y «Quiero paz».

## Biografía

### Primeros años
Eduardo Gatti fue hijo único del matrimonio de Fernando Gatti Dolci y Marguerite Benoit Prevost (conocida como Maggie por familia y amigos). Siendo un niño y a los nueve años, a instancias de su abuela Madeleine Prevost, quien había sido pianista en su juventud, conoció la Novena Sinfonía de Beethoven y obras de Mozart y de Bach. Otras de sus mayores influencias musicales durante su niñez fueron Cuco Sánchez, Frankie Laine y Elvis Presley, mientras que en su adolescencia fueron artistas como Violeta Parra, Bob Dylan, Joan Baez, The Rolling Stones, The Beatles y Eric Clapton, entre otros. Luego de algún tiempo tocando acordeón y cinco años estudiando guitarra clásica con Arturo González Quintana, coincide con esto la formación de varias bandas juveniles como The Clouds en su colegio, The Grange School y, más tarde The Apparition. Con esta última banda graba entre 1968 y 1969 cuatro sencillos, destacándose la versión en castellano de «When a man loves a woman» («Cuando un hombre ama a una mujer»).

### Los Blops
El 1 de enero de 1970 parte a Europa trabajando en el barco carguero Donamira, que traslada por esos años salitre a España. Esta experiencia marca muchas de sus temáticas posteriores. En Europa puede ver en vivo a grupos como Pink Floyd, Procol Harum y Fleetwood Mac y además descubre a Leonard Cohen en pleno auge del Flower Power. Después de seis meses regresa a Chile para integrarse al grupo Los Blops. Sus primeras actuaciones con ellos son en una improvisada ramada entre Isla Negra y El Quisco en enero de 1969, como invitado, cuando la banda estaba conformada por Andrés Orrego (voz), Julio Villalobos (guitarra), Felipe Orrego (guitarra), Juan Pablo Orrego (bajo) y Pedro Greene (batería). De vuelta de Europa y a fines de 1970 junto a Julio Villalobos, Juan Pablo Orrego, Sergio Bezard y Juan Contreras, Gatti se integra a Los Blops definitivamente (Andrés Orrego, Felipe Orrego y Pedro Greene  habían abandonado el grupo). En 1971 se matriculan en la carrera de composición en el Conservatorio de la Universidad de Chile y abandonan la carrera a principios de 1973 bastante desmotivados. Durante estos tres años vivieron en comunidad en La Reina y Peñalolén y paralelamente integraron el Arica Institute for Human Development, un grupo de desarrollo liderado por Oscar Ichazo.
Eduardo Gatti se transforma en uno de los pilares de la banda en sus dos períodos (1970-1973 y 1978-1981). De la primera etapa surgen tres álbumes: Blops (1970), Del volar de las palomas (1971) y Locomotora (1973)(este último sin la participación de Julio Villalobos pero con la inclusión de Juan Carlos Villegas en teclados). Es durante este periodo inicial que la banda ya se consagra como una referencia importante del rock progresivo en su país, hecho que queda atestiguado incluso en su reconocimiento por parte de otros músicos de relevancia como Víctor Jara, quien en 1971 los convocaría para la grabación del tema "El derecho de vivir en paz", incluido en el álbum del mismo nombre y que acusa la influencia de ese sonido experimental con la inclusión de guitarras eléctricas y sintetizadores inéditos en otras producciones de Jara.
En julio de 1973, poco antes del Golpe de Estado liderado por Augusto Pinochet que sacudiría el país, el grupo se disuelve y no reaparece sino hasta casi seis años después, integrado por Gatti, por el actual antropólogo Juan Pablo Orrego y el percusionista Jaime Labarca.
Paralelamente, ese mismo año Gatti participa como guitarrista en la versión chilena de la ópera rock Jesucristo Superestrella dirigida por Jorge López. Además da clases de guitarra, se dedica a diversos oficios, colabora con radio Concierto, participa en la ópera rock 1984. Reside poco más de un año en Colonia y realiza una gira por Alemania entre 1976 y 1977, integrando los grupos The Rawdogs y Santiago, este último dirigido por Tato Gómez y Mario Argandoña.[cita requerida]
Los Blops reaparecen y vuelven a grabar «Los momentos» en 1978 —el máster original desapareció— y la recepción del público es amplia y positiva. Gatti y Orrego viajan al Perú y Ecuador en 1979. Durante aquel período Gatti crea las canciones Huacas del Sol y de la Luna y Sambayé, esta última en coautoría con Orrego.

### Carrera solista

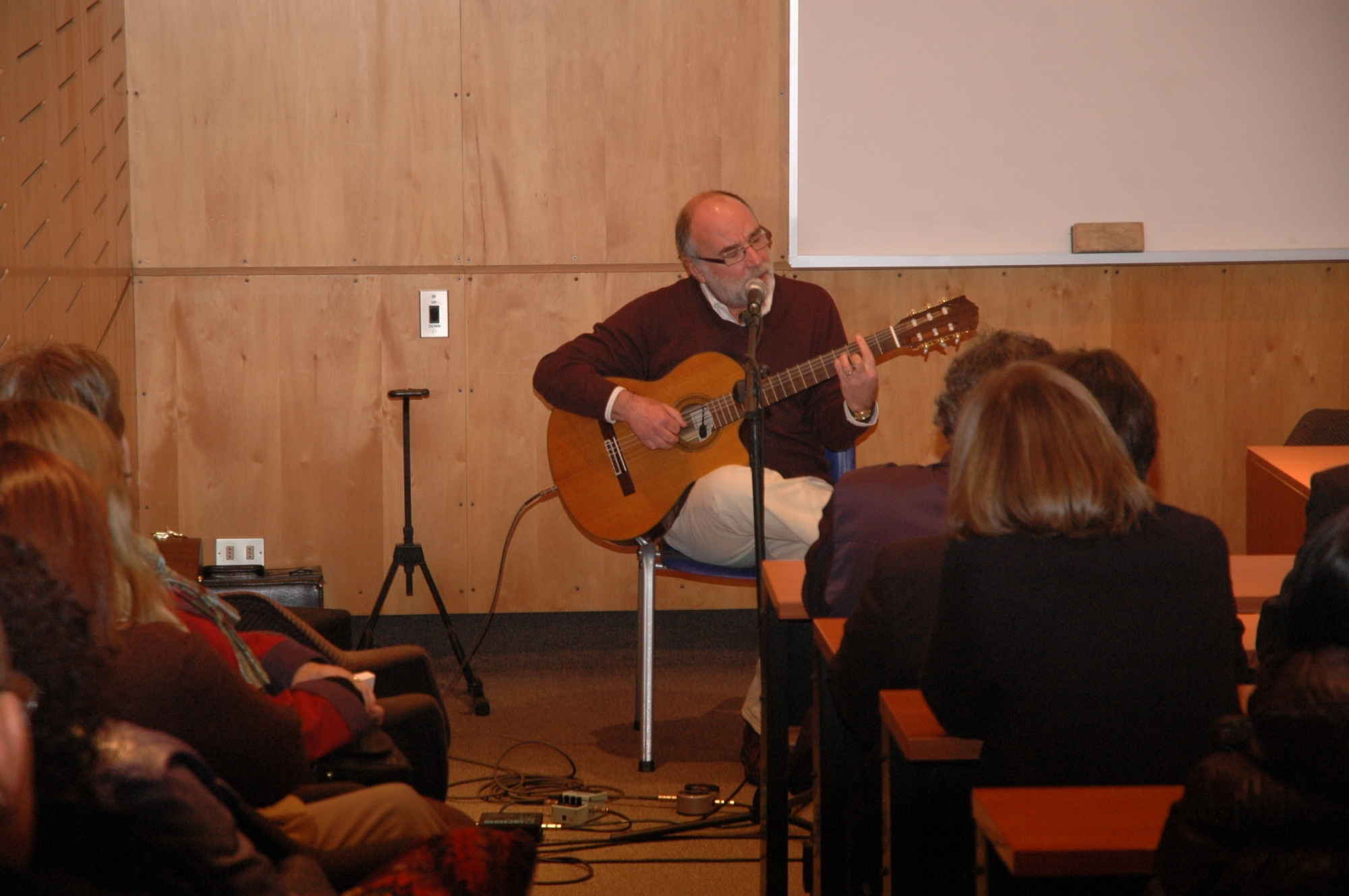
Eduardo Gatti en la Universidad Católica de Chile.

Cuando, en 1981, después de una gira por Canadá y México Los Blops se disuelven, Gatti retoma su carrera musical ahora como solista. El desaparecido sello SYM edita en 1982 el álbum Eduardo Gatti, que incluye el hit «Los momentos» y temas como «Quiero paz», «Francisca» y «El viaje definitivo», basado en un poema del poeta español Juan Ramón Jiménez.
Al año siguiente pasa a formar parte del catálogo de RCA (actual SONY-BMG), lanzando al mercado el álbum Eduardo Gatti II, destacándose temas como "Océano", "El Valle de los Espejos", "El Barco", "Saliendo al Encuentro" y "Navegante", tema central de la película El último grumete de la Baquedano. 
El año 1985 Gatti llega al pináculo de su carrera, lo que le permite realizar cuatro conciertos con lleno total en el Teatro Providencia de Santiago, acompañado por varios de los mejores músicos de Chile. El ciclo de recitales sirve también para que BMG edite un álbum doble titulado Esencialmente así no más (1986). En 1987 edita LOBA, álbum en que destaca el tema homónimo, influenciado por la música celta y uno de los álbumes más elaborados de Gatti. En 1988 viaja junto a su amigo, productor e ingeniero de sonido, Alejandro Lyon García, a una serie de actuaciones en Suecia y posteriormente a Inglaterra. Un año después aparece el álbum Entrada de Locos (BMG, 1989), un trabajo en conjunto con el músico argentino Nito Mestre de Sui Generis.
En 1991 se presenta en el Festival de la Canción de Viña del Mar. Posteriormente es invitado a cantar con los argentinos Mercedes Sosa y León Gieco. Actúa nuevamente con Mercedes Sosa en Santiago y vuelve con ella al Festival de Viña el año 1992. Ese año edita Temprano en el cielo, donde aparecen nuevamente sus características melodías cálidas y bien construidas y sus letras sugerentes. En 1994 viaja a Francia, Brasil y Estados Unidos y en noviembre es invitado por Paul McCartney para abrir su recital en el Estadio Nacional de Chile en Santiago.
En 1994 se recluye por una semana junto a otros músicos chilenos en el taller Guitar Craft dirigido personalmente por Robert Fripp de King Crimson.[cita requerida]
En octubre de 1995 el sello EMI lanza al mercado un álbum con sus mejores 16 temas titulado De momentos, viajes y navegantes. En enero de 1998 edita un álbum llamado Cuéntale al sol, el cual reúne diez canciones inéditas y una con la autoría de Pablo Herrera. Este último álbum incluye la canción «Luna», que se hace acompañar de un videoclip. Posteriormente este álbum será regrabado en parte y editado como Númina por Sony-Bmg.
Gatti siempre ha desarrollado, en paralelo a su estilo como guitarrista acústico y trovador, una forma de interpretación mucho más roquera y progresiva, la que está presente en su virtuosismo con la guitarra acústica y eléctrica en todas sus grabaciones y que ocupó en el regreso con su banda de origen, Los Blops. Juntos otra vez en 2001, relanzan su discografía a través del sello BMG y hacen una serie de presentaciones.
Actualmente Eduardo Gatti realiza alrededor de ochenta actuaciones anuales. Fue socio fundador de la Sociedad Chilena del Derecho de Autor (SCD) en 1987 y desde entonces miembro del consejo directivo por un periodo de 22 años consecutivos y reelegido por sus pares hasta 2009, año en que renunció. En paralelo mantiene activa su agenda de conciertos, con un extenso repertorio, en que sus canciones incluyen varios clásicos del cancionero popular chileno.

## Discografía

### ConLos Blops
- 1970 - Blops (o Los Momentos)
- 1971 - Del volar de las palomas
- 1973 - Locomotora
- 1979 - Blops

### Solista
- 1982 - Gatti
- 1986 - Gatti 2
- 1986 - Esencialmente así no más (en vivo)
- 1987 - Loba
- 1989 - Entrada de locos (con Nito Mestre)
- 1993 - Temprano en el cielo
- 1998 - Cuéntale al sol
- 2002 - Númina
- 2006 - Acústico (en vivo)
- 2015 - Aquí en el barrio

### Compilaciones
- 1996 - De momentos, viajes y navegantes
- 1998 - Lo mejor de Eduardo Gatti. Por las tierras de la loba

## Filmografía
- 1992 - Archipiélago